# Cometa diédrica

Esquema de una cometa diédrica

Las cometas diédricas, también denominadas cometas arqueadas, como el rokkaku japonés, y las versiones tradicionales más conocidas de las cometas en forma de "diamante", se tensan formando un arco para mejorar su estabilidad, hasta el punto de que añadir una cola a menudo se vuelve innecesario. 
La clásica cometa de diamante de cola larga, con una simple brida de dos puntos, tiene su movimiento de rotación lateral o aleteo (oscilación) reducido o eliminado en gran medida por un arco en su barra horizontal. Algunos diseños modernos utilizan un ensamblador de plástico fijo con forma de diedro en lugar de un mástil arqueado para lograr el mismo efecto de estabilidad. 